# Ligas de fútbol de Panamá
La Liga Panameña de Fútbol es el principal ente encargado de las competiciones entre equipos de fútbol federados en Panamá. Se celebra anualmente desde 1988, y la temporada se desarrolla entre los meses de enero (o inicios de febrero) y julio (o inicios de agosto). El torneo consta de ligas (divisiones) interconectadas entre sí, cuya máxima categoría es la Primera División. Al término de cada temporada y en función de los resultados obtenidos, los equipos participantes pueden ascender o descender de división.
Desde 2021, la Primera División y Segunda División son organizadas por la Liga Panameña de Fútbol, que funciona de manera independiente a la Federación Panameña de Fútbol.